# Trabalho formal
O trabalho formal é, no Brasil, qualquer ocupação trabalhista, manual ou intelectual, com benefícios e Carteira de trabalho assinada. Consiste em trabalho fornecido por uma empresa, com todos os Direitos trabalhistas garantidos. O papel ocupado ou a função que a pessoa desempenha como um dos empregados de uma empresa, por exemplo, essa remuneração pode ser chamada de salário ou de vencimentos, sendo esta muito utilizada para se referir aos rendimentos dos que trabalham em órgãos do governo.
No caso dos proprietários de uma empresa, chamados de Empresário Individual, essa remuneração é o Lucro. Os donos têm poder para determinar o futuro da empresa. Esse poder, chamado de poder econômico, será tanto maior quanto maior for a empresa.
Os trabalhadores que têm registro em carteira e seus direitos trabalhistas garantidos, recolhendo uma taxa para a aposentadoria - contribuição ao Instituto Nacional do Seguro Social (INSS), ou as pessoas que, mesmo trabalhando por conta própria (sem que estejam empregadas em empresas ou órgãos do governo), recolhem determinadas taxas, desenvolvem atividades que são chamadas de formais, ou seja, estão de acordo com uma série de leis que se referem ao trabalho e às atividades econômicas."